# Juan Bautista Milián Querol
Juan Milián Querol (Morella, 27 d'agost de 1981) és un politòleg i polític català, diputat al Parlament de Catalunya en les IX, X i XI legislatures.

## Biografia
És vicesecretari d'Estudis i Programes del Partit Popular Català des de 2015, quan va substituir a Andrea Levy. I va ser revalidat en la direcció del partit en el Congrés del PPC de març de 2017.
Ha estat membre del Consell Rector del Centre d'Estudis d'Opinió (CEO) entre 2010 i 2016. I és membre de la junta de l'Associació Catalana de Comunicació i Estratègia Política (ACCIEP) des de 2012.
En setembre de 2011 va substituir en el seu escó Josep Llobet Navarro, elegit diputat a les eleccions al Parlament de Catalunya de 2010. Fou reescollit a les eleccions al Parlament de Catalunya de 2012 i a les eleccions de 2015. Actualment, és portaveu del seu grup parlamentari en la Comissió d'Acció Exterior i Cooperació, Relacions Institucionals i Transparència, en la Comissió de Cultura i en la Comissió de Peticions i en la Comissió de Seguretat Viària. També és secretari de la mesa de la Comissió del Síndic de Greuges.
És llicenciat en Ciències Polítiques i de l'Administració per la Universitat Pompeu Fabra, màster en direcció financera i Comptable i especialista en consultoria comunicativa i estratègia política. Va dirigir l'editorial de llibres sobre política i cultura Episteme SL entre 2007 i 2014.
És també assagista, publicant dos llibres sobre lideratge i comunicació política i un sobre el nacionalisme i la llibertat.
Actualment, participa en tertúlies de diputats de ràdio i televisió (Onda Cero Catalunya, Cadena Ser Catalunya, Catalunya Ràdio, TV3, etc.) i escriu a diferents mitjans digitals. En els darrers mesos ha publicat una sèrie d'articles sobre el futur de Catalunya a Nueva Revista (revista de la Universitat Internacional de La Rioja).

## Obres
- ¡Liberaos! El fracaso de la política de la indignación y el retorno de la responsabilidad. Editorial Deusto, Barcelona, 2023.[4]
- El proceso español. Editorial Deusto, Barcelona, 2021.[5]
- Los nuevos liderazgos. Claves para una carrera política, Editorial UOC, Barcelona, 2010.
- Es la hora de David Cameron, LID editorial, Madrid, 2010.
- El acuerdo del seny. Superar el nacionalismo desde la libertad. Unión Editorial, Madrid, 2014.